# Žleby (zámek)
Žleby jsou zámek ve stejnojmenné obci přibližně sedm kilometrů východně od Čáslavi. Stojí na ostrožně obtékané meandrem řeky Doubravy ve střední části vesnice. Zámek je od roku 2002 chráněn jako národní kulturní památka. Spravuje jej Národní památkový ústav. Veřejnosti je přístupný od dubna do října.
Původní gotický hrad založili ve třináctém století Lichtenburkové. První nepřímá zmínka o něm pochází z roku 1289, kdy patřil Jindřichovi z Lichtenburka, jehož někteří potomci se začali zvát Žlebští z Lichtenburka. V roce 1356 Žleby koupil Karel IV. a od té doby byl hrad často zastavován. Během husitských válek husité hrad dvakrát dobyli. Do druhé poloviny šestnáctého století se v držení hradu vystřídala řada majitelů, až Alžběta z Nestajova získala Žleby do dědičného vlastnictví.
Koncem šestnáctého století byl pozdně gotický hrad přestavěn na renesanční zámek. K jeho majitelům patřili například Černínové z Chudenic, Trčkové z Lípy, Kaisersteinové a nakonec Auerspergové, kteří po polovině osmnáctého století provedli barokní přestavbu. Dochovaná podoba zámku je výsledkem romantické přestavby v novogotickém slohu realizované ve druhé polovině devatenáctého století Auerspergy, kteří zámek vlastnili do konce druhé světové války.

## Historie
Hrad Žleby nechal vystavět ve třináctém století snad už Smil z Lichtenburka,[zdroj⁠?!] možná až jeho syn Jindřich z Lichtenburka. První nepřímá písemná zmínka o hradu pochází z roku 1289, kdy byl Jindřichův syn Hynek označen jako žlebský pán. Po Hynkovi hrad v letech 1302–1312 vlastnili jeho bratři Václav a Čeněk. Čeněk později získal hrad Ronovec a osamostatnil se. Václav zemřel po roce 1312 a Žleby zdědil jeho syn Hynek Žlebský z Lichtenburka. Hynek se oženil s Anežkou z Landštejna, se kterou měli tři dcery. Z nich Anežka měla zdědit podíl na žlebském panství, ale prodala jej své matce, která měla na panství zapsané velké věno. V roce 1356 Anežka z Landštejna prodala Žleby za 3 300 kop grošů císaři Karlu VI. s podmínkou, že bude hrad s panstvím užívat až do své smrti. Zároveň se zavázala, že nebude těžit jiné dřevo než pro svou potřebu a bez vědomí císaře neurčí jiného purkrabího. Purkrabím byl roku 1362 Modliboh z Heřmanec.

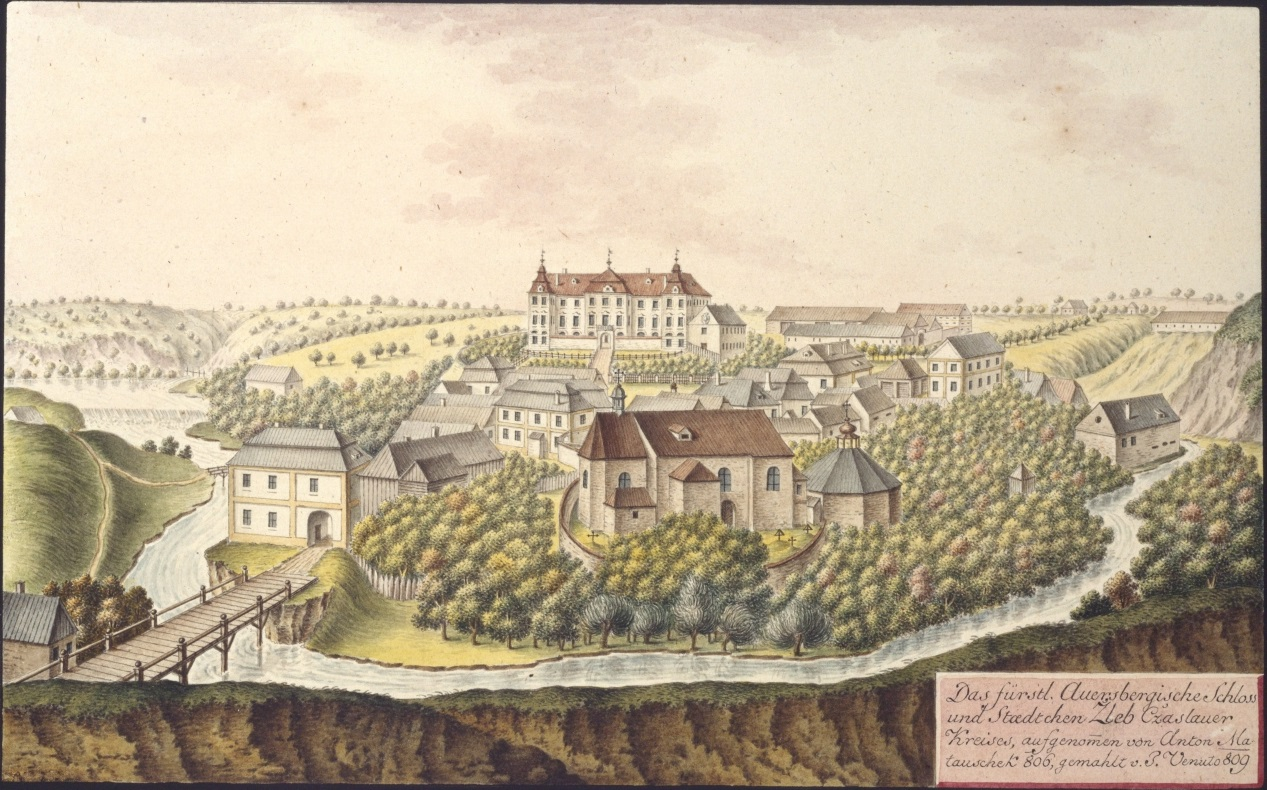
Pohled na zámek před novogotickou přestavbou, kresba Johanna Venuta z roku 1809

Hrad se tak stal královským majetkem a byl v případě potřeby zastavován. V sedmdesátých a osmdesátých letech čtrnáctého století byl držitelem hradu Markvart z Vartenberka. Zúčastnil se odboje proti králi Václavovi IV., a proto byly Žleby obleženy a dobyty královským vojskem. Správcem hradu se opět stali purkrabí, kterými byli postupně Milota ze Svinčan (do roku 1391), Beneš (1391), Kunat Kaplíř ze Sulevic (1392), ale od roku 1394 žlebské panství spravoval lichnický purkrabí Milota ze Svinčan.
Od roku 1396 seděl na hradě královský vratislavský hejtman Štěpán z Opočna. Po jeho zavraždění na Karlštejně roku 1397 hrad přešel na Štěpánova bratra Jindřicha z Opočna. Po čtyřech letech, roku 1401, byl hrad zastaven Jindřichu Lacembokovi z Chlumu.

### Patnácté století
V roce 1402 Žleby pravděpodobně dobyl Zikmund Lucemburský a zastavil je Oldřichovi z Hradce. Od něj hrad roku 1406 koupil kutnohorský mincmistr Petr Zmrzlík ze Svojšína, kterého ve správě zastupoval purkrabí Sulek z Děkova. Někdy poté král Václav IV. vyplatil zástavu a Žleby do roku 1421 zůstaly ve správě koruny. Na začátku husitských válek hrad oblehlo vojsko pražanů, s nímž posádka 25. dubna uzavřela dohodu o předání hradu. Husité hrad převzali až o měsíc později a jeho správou pověřili Petra Zmrzlíka ze Svojšína.

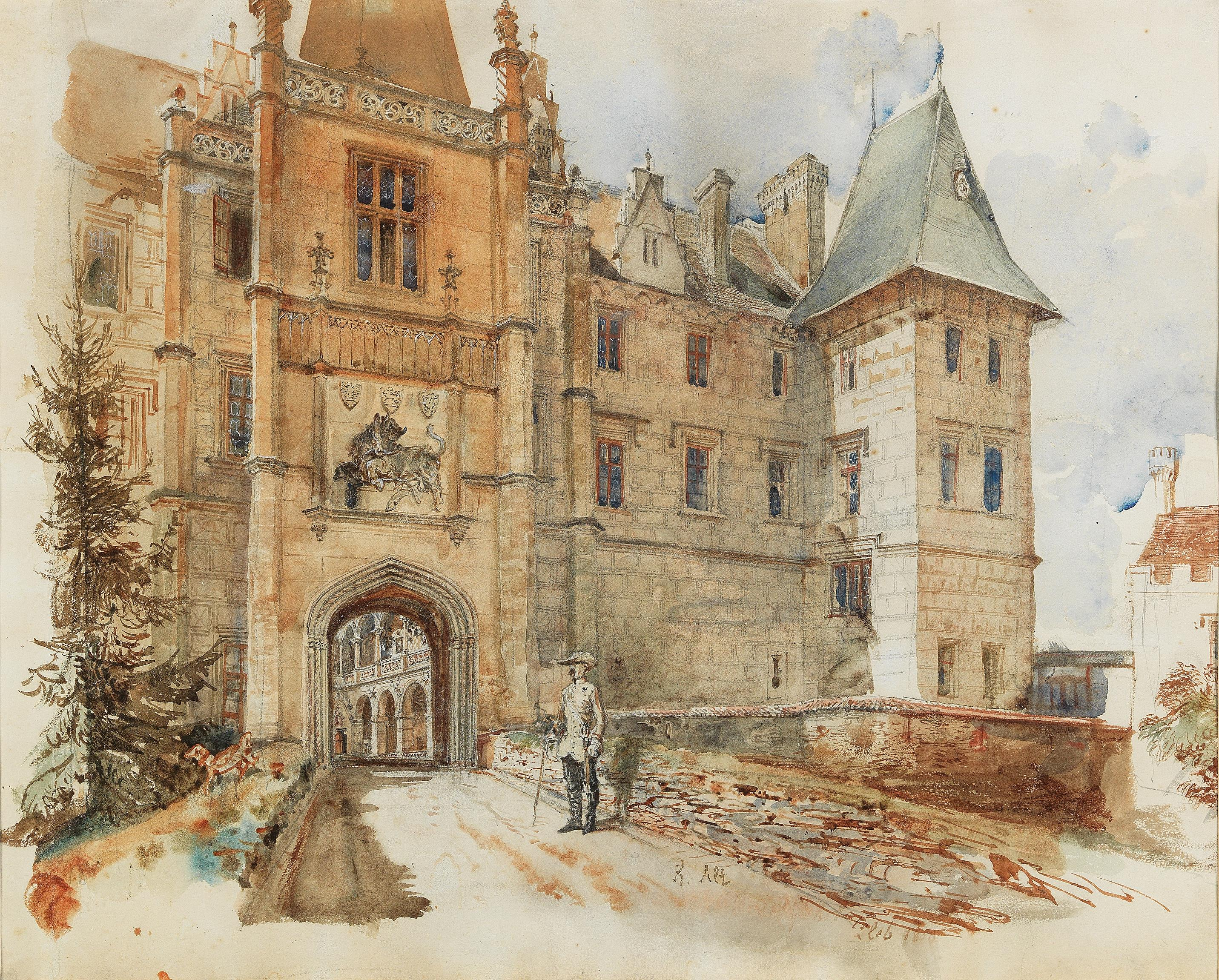
Vstup do zámku na malbě z roku 1856

Petr Zmrzlík ze Svojšína zemřel v srpnu 1421. Jeho nástupcem se stal Hašek z Valdštejna a Dětenic. Hašek byl sice husitou, ale patřil k umírněnému panskému křídlu, které se snažilo dohodnout s králem Zikmundem. Radikálnější husité proto hrad v roce 1427 znovu oblehli, dobyli a pobořili. Jedinou informací o Žlebech z následujícího období husitských válek je skutečnost, že v roce 1431 si hrad nárokoval Jan Městecký z Dobrušky a Opočna. Teprve 3. října 1436 císař Zikmund Žleby zastavil Jiřímu z Dubé a Vízmburka. Nový držitel hrad opravil a v jeho stavebních úpravách se už projevily vlivy pozdní gotiky.
Jiří z Dubé a Vízmburka zemřel v roce 1450 a svůj majetek odkázal Hynkovi a Janovi Hlaváčům z Dubé a z Třebechovic. Ti se v blíže neznámé době majetkově oddělili, a Žleby zůstaly Janovi. Jeho dědicem se stal Jetřich z Janovic a z Chlumce, který zemřel okolo roku 1469 bez mužských dědiců. Veškerý jeho majetek zdědil Jan z Janovic († 1503), jehož jediný syn Jan mladší z Janovic zemřel okolo roku 1479. Otec tak zůstal posledním příslušníkem své rodové větve a Žleby od něj před rokem 1483 dostal Jan Špetle z Prudic, který se oženil s Anežkou, předpokládanou Janovou dcerou.

### Šestnácté století

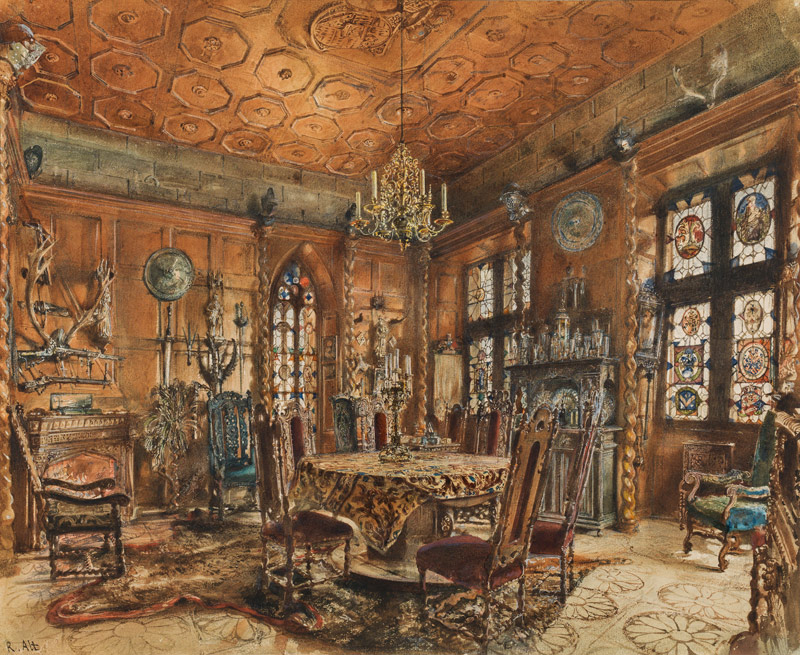
Akvarel zámeckého kabinetu z roku 1886

Jan Špetle z Prudic Žleby v roce 1510 přenechal bratrům Janovi a Divišovi Žehustickým z Nestajova. Diviš zastával úřad hejtmana Čáslavského kraje. Jako pán hradu byl zmíněn ještě v roce 1519, ale nejspíše následujícího roku zemřel bez potomků a jeho rozsáhlý majetek zdědili synovci Jiří, Václav a Bernard Žehušičtí. Václav s Bernardem okolo roku 1522 Žleby postoupili Kunešovi Bohdaneckému z Hodkova, který panství hradu rozšířil o řadu vesnic. Jeho synové Adam a Heřman Bohdanečtí se 8. dubna 1555 rozdělili o majetek a Žleby s blízkými vesnicemi a městečkem Příbram připadly Adamovi, po kterém je v roce 1562 zdědili jeho nezletilí synové Kuneš, Václav a Adam Abrahám. Jejich poručnicí se stala Adamova druhá manželka Alžběta z Nestajova. Podle Adamovy poslední vůle měla syny sama vychovávat až do dvanácti let, ale měla jim za 25 kop grošů ročně zaplatit učitele náboženství a čtení a psaní v češtině a latině.
V letech 1566–1571 se Alžběta z Nestajova přela u komorního soudu, protože královská komora hodlala Žleby vyplatit a prodat do dědičného vlastnictví. Alžběta nakonec musela Žleby za devět tisíc kop grošů prodat, ale vzápětí je koupila zpět a v roce 1575 jí byly zapsány do zemských desek. K zápisu došlo se zpožděním, protože krátce předtím panství spolu se synem Kunešem prodala za 13 250 kop grošů Václavovi Chotouchovskému z Nebovid. Nový pán během téhož nebo následujícího roku zemřel a hrad přešel na Jindřicha, který byl nejspíše Václavovým synem. Panství vlastnil až do smrti v roce 1599. Měl syny Václava a Jana, z nichž se statku po otcově smrti ujal Václav, zatímco Jan dostal jiný majetek na Čáslavsku. Václav se oženil s Alenou Bohdaneckou z Hodkova a roku 1602 jí zapsal majetkový podíl na hradě a přilehlém městečku. Některý z Chotouchovských z Nebovid nechal starý hrad přestavět v renesančním slohu.

### Sedmnácté století

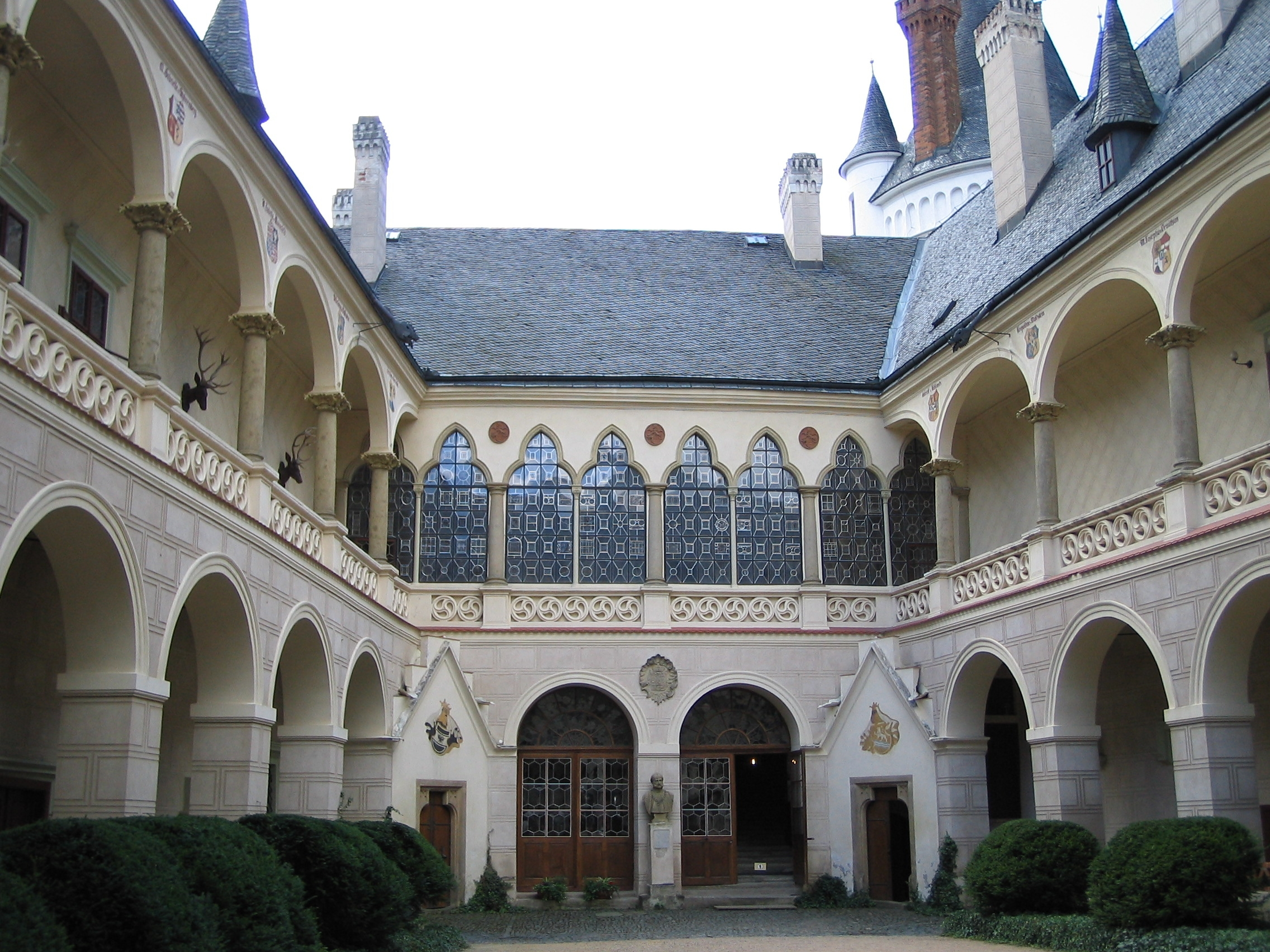
Nádvoří

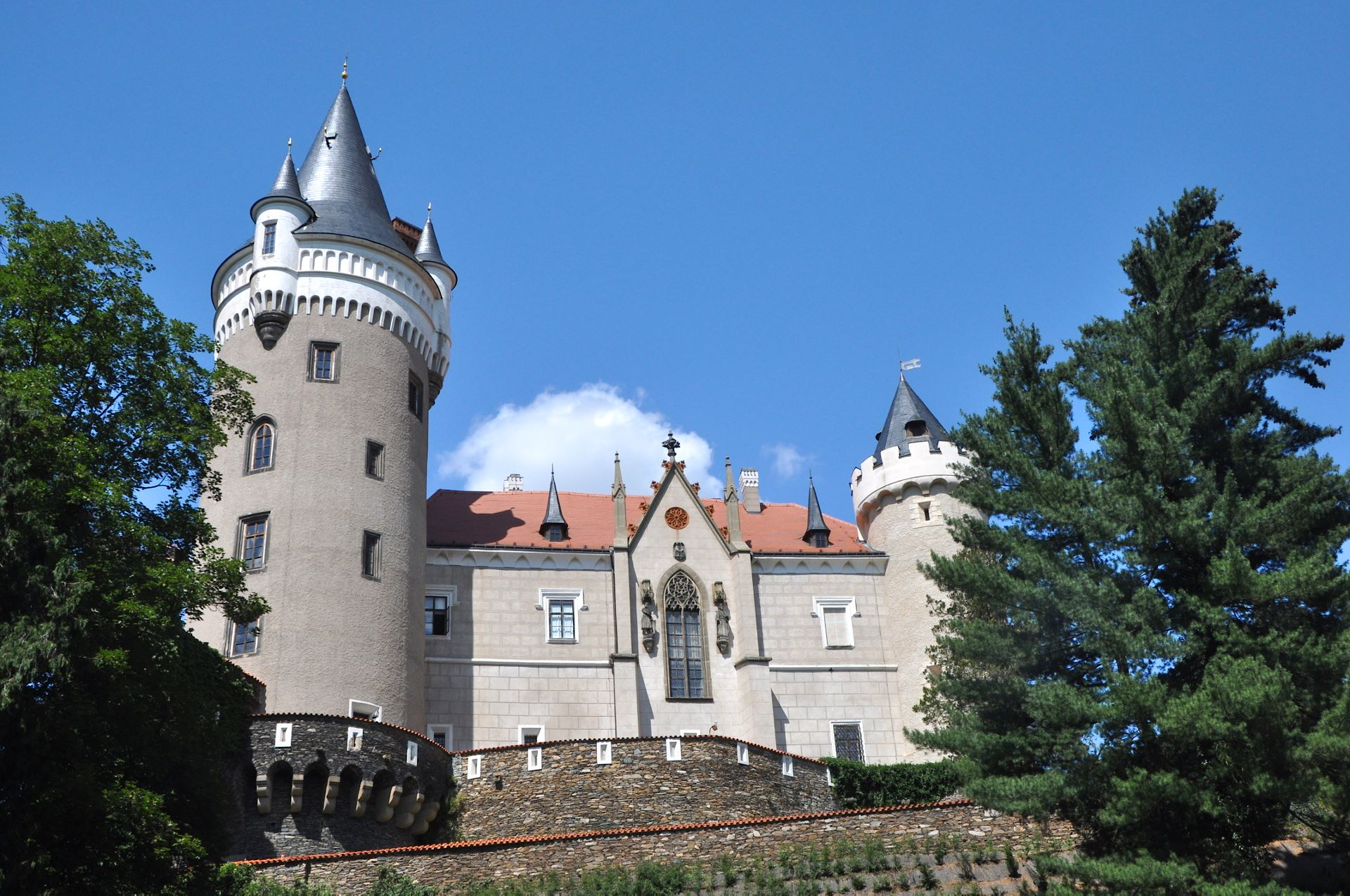
Jižní křídlo s Velkou věží a novogotickými hradbami

Václav Chotouchovský v roce 1615 Žleby prodal za šedesát tisíc kop českých grošů Heřmanu Černínovi z Chudenic. Ten brzy poté odcestoval do Turecka, a panství spravovala jeho manželka Marie ze Svárova. Po návratu z cesty Heřman 5. října 1622 Žleby vyměnil za Andělskou Horu. Výměnu umožnil Karel I. z Lichtenštejna pro potřeby císaře Ferdinanda II., a hned následujícího dne statek (dvě městečka, čtrnáct vesnic a osm dvorů) prodal italským důstojníkům Rudolfovi, Filipovi a Františkovi de Magni.
V roce 1625 Rudolf s Filipem přenechali své podíly Františkovi, který o čtyři roky později panství prodal hraběti Janu Rudolfovi Trčkovi z Lípy. Jan Rudolf sídlil na zámku v Opočně a Žleby využíval především k lovům v blízké oboře. Po jeho smrti bylo panství rodině zkonfiskováno a roku 1636 je koupil Leonard Helfried z Meggau († 1643). Do dědičného držení je dostaly až rok po otcově smrti jeho dcery. Do roku 1662 se o dědictví dělily, nicméně Zuzana ještě předtím zemřela a svůj podíl odkázala dcerám. V roce 1662 všichni vlastníci Žleby společně prodali zemskému veliteli v Čechách svobodnému pánu Janu Františkovi z Kaiserštejna. Po něm zámek v roce 1696 převzal syn Jan Baptista. Oženil se s Augustou Eleonorou z Meuningenu, ale manželství nebylo šťastné a manželka Žleby opustila.

### Osmnácté století
Jan Baptista z Kaiserštejna zemřel roku 1710. Majetek poté za nezletilého syna Jana Václava spravovala starší sestra Anna Aleonora, provdaná Gasthaimová. Dospělý Jan Václav z Kaiserštejna zámek roku 1723 prodal hraběti Karlu Jáchymovi z Bredy. Hrabě Žleby brzy prodal, ale protože mu kupci nezaplatili, po čase je získal zpět. Sám však měl velké dluhy, a proto panství roku 1736 v dražbě koupil Josef František ze Schönfeldu. O rok později statek po otci zdědila nezletilá dcera Kateřina. Ta se v roce 1746 provdala za Jana Adama Auersperga, kterému Žleby před svou smrtí v roce 1754 odkázala. Manželé v roce 1753 pořádali hon, kterého se účastnil František I. Štěpán Lotrinský. Následujícího roku navštívili jiný hon na žlebském panství jeho synové Josef a Leopold. V roce 1754 proběhla pozdně barokní přestavba zámku. Jan Adam z Auerspergu zemřel v roce 1795 a majetek odkázal synovci Karlovi.

### Novodobé dějiny

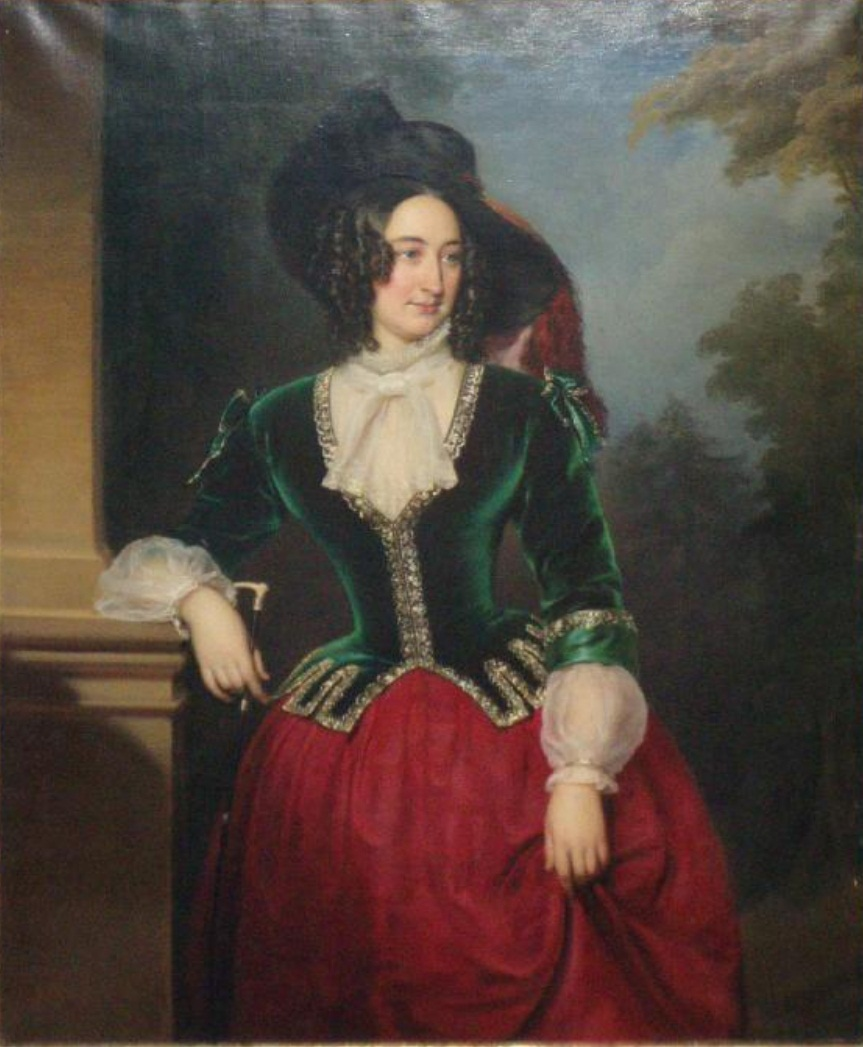
Vilemína Josefina z Auerspergu

Ani Karel z Auerspergu neměl potomky, a proto Žleby zdědil synovec Vincenc Nepomuk Auersperg. Vincenc Nepomuk zemřel několik měsíců před narozením svého syna Vincence Karla a správy panství se tak ujal až v roce 1832. Karel Vincenc byl vychováván k zájmu o středověký život šlechty a její sídla. V roce 1849 pak inicioval přestavbu žlebského zámku v novogotickém slohu podle projektu Františka Schmoranze staršího a Benedikta Škwora. Práce probíhaly zejména v období 1849–1868. Kaple navržená Františkem Schmoranzem byla postavena v letech 1852–1857, Hodinová věž v letech 1861–1862 a ve stejné době se pracovalo v předzámčí. Holubová věž se třetí branou a opevněním předhradí pochází z roku 1864, Veliká věž s druhou branou z let 1864–1878 a ještě roku 1878 byla dokončována první brána. V dokončeném zámku s hospodářskými budovami bylo celkem 116 místností a rozloha zámeckého parku vzrostla na devadesát hektarů.
Roku 1867 zemřel Vincenc Karel a velkostatek dočasně přešel na vdovu Vilemínu, po které jej převzal syn František Josef Auersperg. František Josef v roce 1938 zemřel a zámek zdědil jeho syn Ferdinand z Auerspergu, poslední mužský potomek rodu Auerspergů. Když roku 1942 zemřel, zdědila velkostatek Žleby jeho sestra Marie z Trauttmannsdorfu. Roku 1945 byl zámek zestátněn na základě dekretu prezidenta republiky č. 12/1945 Sb.
Ve druhé polovině dvacátého století zámek spravovalo Krajské středisko státní památkové péče a ochrany přírody Středočeského kraji v Praze, které jej zpřístupnilo veřejnosti, ale část interiéru sloužila jako depozitář inventáře z jiných zámků. Expozice přístupná návštěvníkům byla rozšířena v letech 1967–1969. Zahrnovala hlavní reprezentační prostory, nejcennější sbírky a byt posledních majitelů.

## Stavební podoba

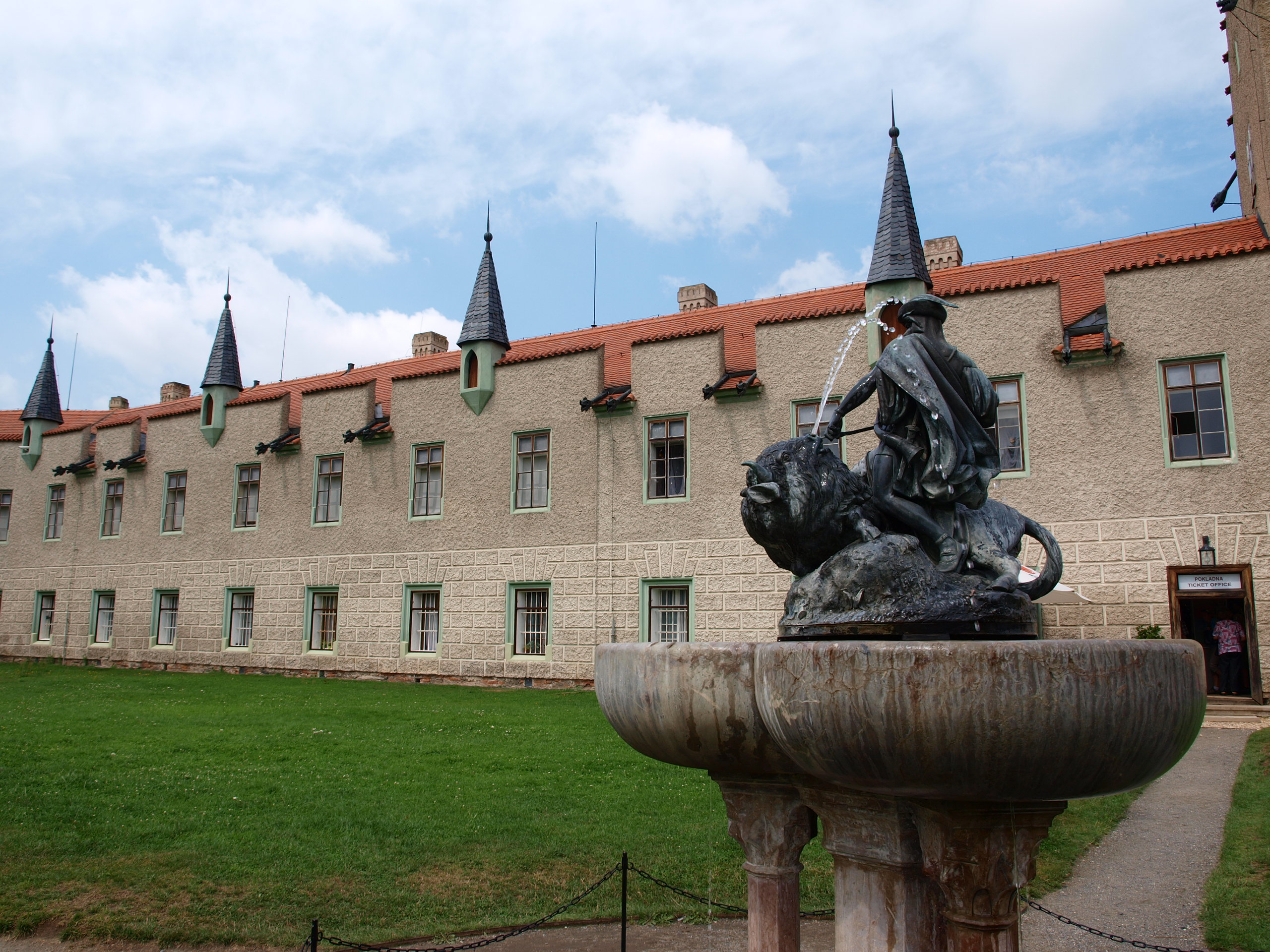
Kašna v zámecké zahradě s novogotickými prvky na přilehlé budově

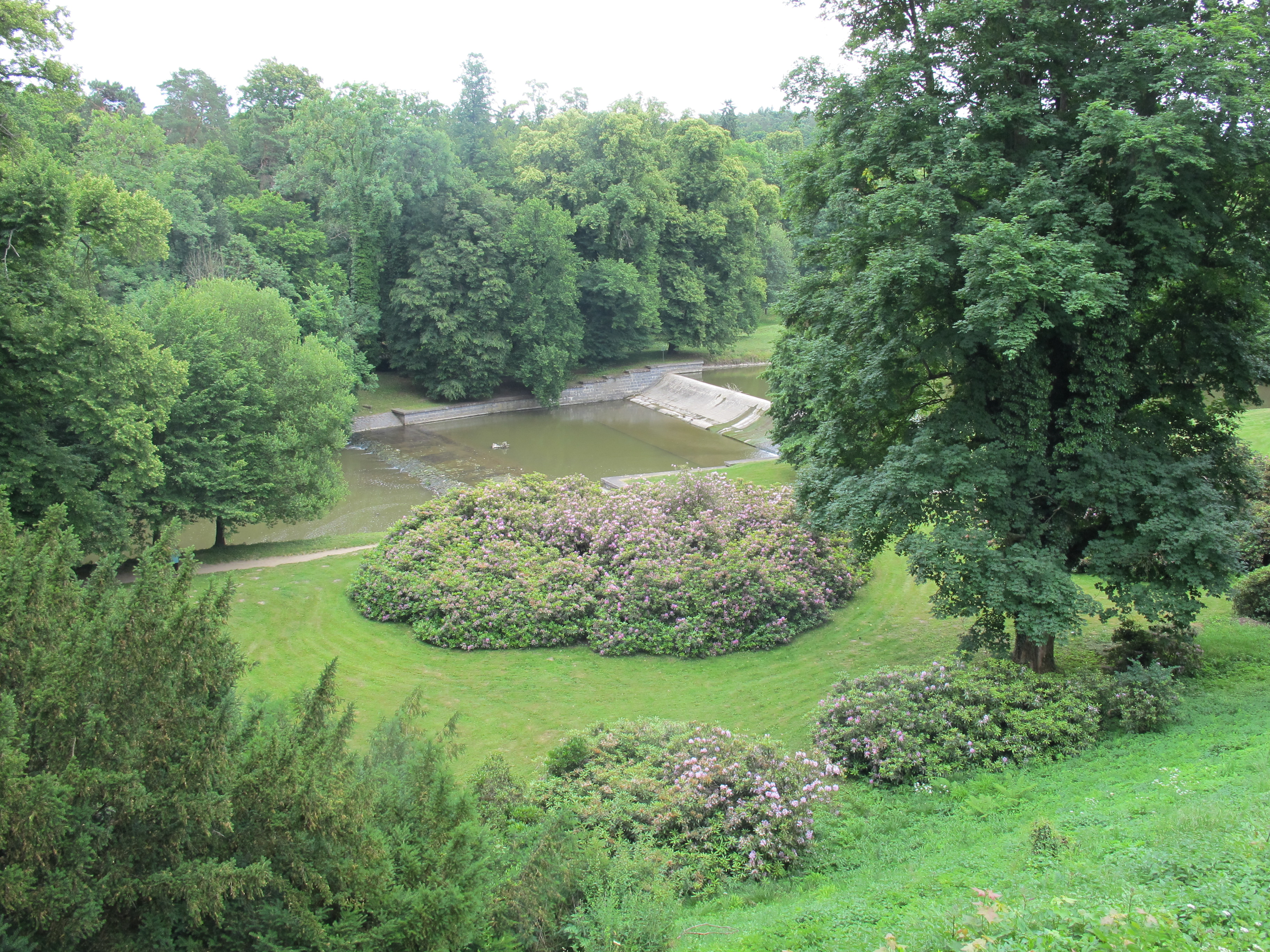
Park

### Hrad
Podoba středověkého hradu je vzhledem k razantním přestavbám nejasná. Měl dvoudílnou dispozici, ale předhradí zcela zaniklo. Hradní jádro mělo lichoběžný půdorys a překrývá se s dochovanou zámeckou budovou. Umístění paláce v nejzazší části ostrožny napovídá, že se mohlo jednat o hrad bergfritového typu, ale není jasné, jestli zde bergfrit vůbec stál.
Mohutné zdi nejstaršího paláce se dochovaly v jižním křídle zámku. Podobně silné fragmenty zdí i se zbytkem brány jsou patrné také ve vnější zdi severního křídla. Východní křídlo bylo postaveno na přelomu pozdní gotiky a renesance. Hradní jádro obíhal parkán, v patnáctém století zesílený trojicí polookrouhlých, později zaniklých, bašt.

### Zámek
Jednopatrový až dvoupatrový zámek zachoval půdorysnou dispozici středověkého hradu. Z pozdějších stavebních etap zůstaly renesanční arkády na nádvoří, klenby některých přízemních místností a fragmenty sgrafit. Při novogotických úpravách byly přistavěny tři válcové věže, kaple a vnější zdi areálu připomínající opevnění. Jím je vedena dlouhá přístupová cesta přerušená třemi branami. Barokní čestný dvůr byl upraven na zahradu, čímž zanikl barokní vstup z městečka. Dominantami zahrady jsou dva sloupy dovezené z Pompejí a kašna od Antona Dionisia Fernkorna s motivem předka Auerspergů bojujícího se zubrem. K budově na západní straně zahrady byla přistavěna dvoupatrová věž s gotizujícími štíty.
Do zámku se vchází portálem, nad kterým je umístěn reliéf zubra od sochaře Emanuela Maxe, který zhotovil také sochy prvního Auersperga a císaře Lothara na jižní fasádě. Nádvorní arkády byly při novogotické úpravě částečně zaskleny a ve stejném slohu proběhly úpravy balustrád. Romantickou podobu zámku zdůrazňují vysoké valbové střechy, arkýře, novorenesanční komíny, chrliče a množství drobnějších architektonických detailů. Jiří Kuthan označil Žleby za zámek s nejmalebnější členitostí obrysu.

### Zámecký park
K zámku přiléhá anglický park s rozlohou 24 hektarů. Při jeho založení byly využity strmé svahy ostrožny a říčního údolí. Parkem protéká říčka Hostačovka, u jejíhož ustí do Doubravy byl vybudován přemostěný vodopád. K významným prvkům parku patří cizokrajné dřeviny zasazené v devatenáctém století, různé druhy rododendronů, volně žijící zvěř a přes padesát druhů vyskytujících se ptáků. Na park navazuje obora s chovem bílých jelenů a daňka skvrnitého.

## Přístup
| Rok  | Počet návštěvníků |
| ---- | ----------------- |
| 2015 | 54 619            |
| 2016 | 77 475            |
| 2017 | 80 499            |
| 2018 | 89 141            |
| 2019 | 57 817            |

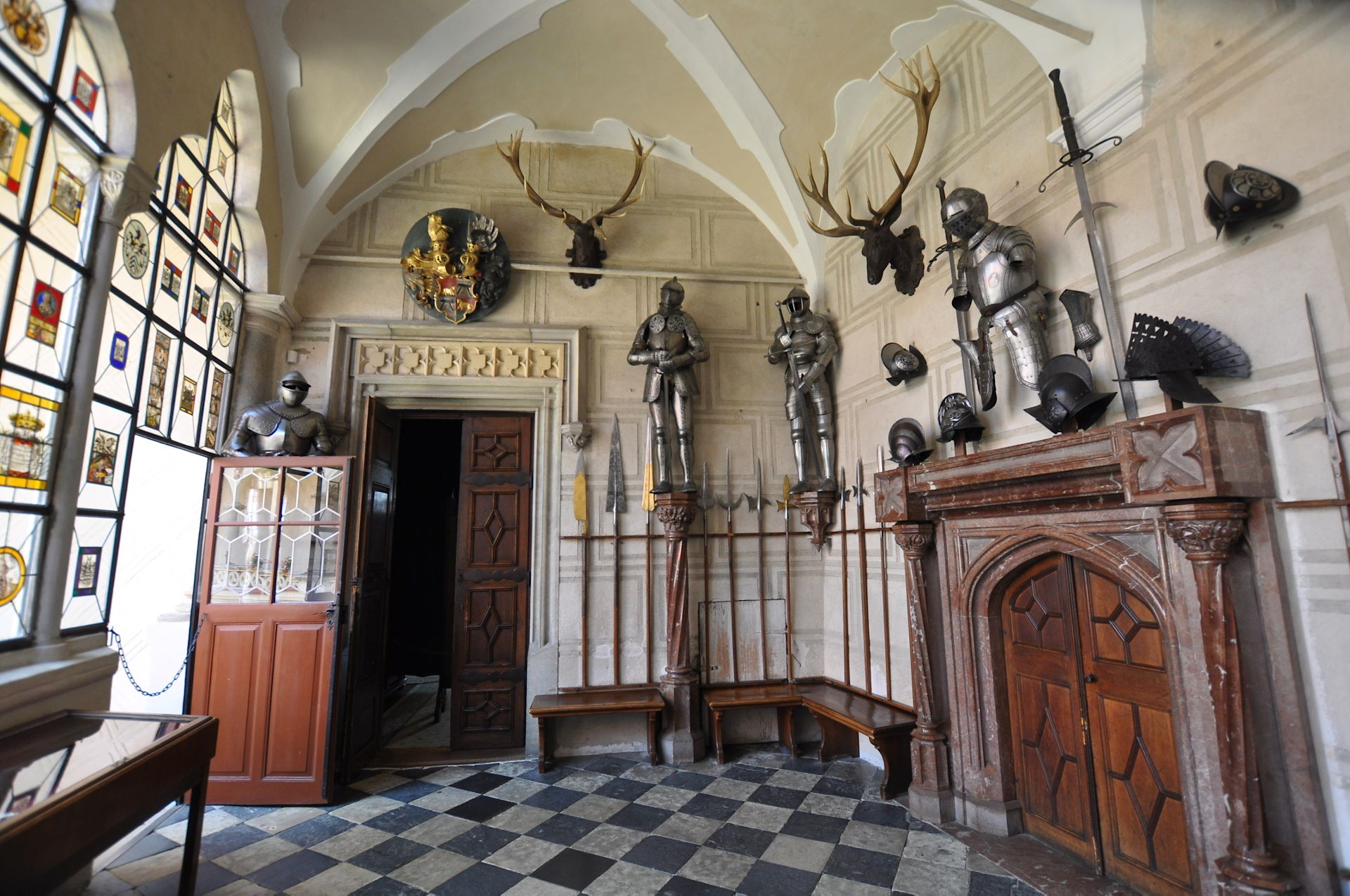
Zámecká expozice

Zámek se nachází na návrší obtékaném ze tří stran řekou Doubravou. Podél severní strany areálu vede silnice II/337 z Čáslavi do Nasavrk. Severozápadně od zámku se nachází železniční stanice Žleby na trati Čáslav–Třemošnice. U stanice začíná červeně značená turistická trasa, která kolem zámku pokračuje dále do Ronova nad Doubravou.
Zámek je otevřen v návštěvních hodinách od dubna do října. Běžně jsou přístupné čtyři přohlídkové okruhy: reprezentační sály, soukromé apartmány, zámecké divadlo a velká věž se sklepením.

## Zámek ve filmu
Na zámku se natáčely následující filmy a pohádky:
- Slasti Otce vlasti (1969, režie: Karel Steklý)
- Královský slib (2001, režie: Kryštof Hanzlík)
- O Šípkové Růžence (2006, režie: Zdeněk Zelenka)
- Kouzla králů (2008, režie: Zdeněk Zelenka)
- Nejkrásnější hádanka (2008, režie: Zdeněk Troška)
- Tři bratři (2014, režie: Jan Svěrák)
- Nejlepší přítel (2017, režie: Karel Janák)
- O vánoční hvězdě (2020, režie: Karel Janák)